# دونا ميلز
دونا ميلز (بالإنجليزية: Donna Mills)‏ هي ممثلة أمريكية، ولدت في 11 ديسمبر 1940 بشيكاغو في الولايات المتحدة.

## أعمال

### أفلام
- (2015) جوي[4]

### مسلسلات
- كولد كيس

## وصلات خارجية
- دونا ميلز على موقع IMDb (الإنجليزية)
- دونا ميلز على موقع ألو سيني (الفرنسية)
- دونا ميلز على موقع أول موفي (الإنجليزية)
- دونا ميلز على موقع قاعدة بيانات برودواي على الإنترنت (الإنجليزية)
- دونا ميلز على موقع قاعدة بيانات الأفلام السويدية (السويدية)
- دونا ميلز على موقع إن إن دي بي (الإنجليزية)
- دونا ميلز على موقع قاعدة بيانات الفيلم (الإنجليزية)
- دونا ميلز على موقع كينوبويسك (الروسية)